# Radhey Shyam
Radhey Shyam je bivši indijski košarkaš. Nastupao je za Indiju na brojnim međunarodnim natjecanjima, kao što su Azijske igre 1982. i Olimpijske igre 1980.
Za svoje doprinose Indiji u ovom športu je 1991. dobio nagradu Arjuna. 
Umro je 2006. u dobi od 54 u rodnom selu u Radžastanu.

## Vanjske poveznice
- Ex-cager dead
- Arjuna awardees  Arhivirana inačica izvorne stranice od 7. siječnja 2009. (Wayback Machine)